# Marché automobile français en 2006
 (mai 2025).
Si vous disposez d'ouvrages ou d'articles de référence ou si vous connaissez des sites web de qualité traitant du thème abordé ici, merci de compléter l'article en donnant les références utiles à sa vérifiabilité et en les liant à la section « Notes et références ».
Marché automobile français par année
- 2002
- 2003
- 2004
- 2005
- 2006
- 2007
- 2008
- 2009
- 2010

Le marché automobile français en 2006 s'est terminé sur un bilan négatif, avec une baisse de 3,3 %, mais il a réussi à se maintenir au-dessus de la barre des deux millions d'unités vendus (2 000 549 exactement). Toutes les marques françaises ont baissé : Renault, -10 %, Peugeot, -1,5 % et Citroën, -4,9 %, dû notamment aux baisses des Scénic, Mégane, 407, C4, Twingo ainsi qu'aux résultats catastrophiques de très jeunes modèles comme le Modus (-55 %) ou le 1007 (-23,3 %) qui ont à peine deux ans.
Côté constructeurs étrangers, les constructeurs japonais tirent leur épingles du jeu. Ainsi, Toyota, Suzuki, Mazda et Honda progressent de respectivement 9,6 %, 20,9 %, 21,2 % et 31,9 % ; sauf Nissan qui plonge de 24,1 %. Notons aussi le redressement de Fiat (avec +9,2 %) et les hausses spectaculaires de Dacia (+92,1 %) et de Lexus (+151,7 %), le label luxe de Toyota.

## Classement par groupes
Parts de marché en 2006
- PSA Peugeot Citroën (30,58 %)
- Renault (24,54 %)
- Volkswagen (11,8 %)
- Ford (6,38 %)
- General Motors (5,5 %)
- Toyota (4,95 %)
- Daimler-Chrysler (3,92 %)
- Fiat (3,48 %)
- Autres (8,85 %)

| n° | Groupe              | Ventes    | Comp. 2005 | Part de marché | Marques distribuées                                                   |
| -- | ------------------- | --------- | ---------- | -------------- | --------------------------------------------------------------------- |
| 1  | PSA Peugeot Citroën | 611 761   | -3,4 %     | 30,58 %        | Peugeot et Citroën                                                    |
| 2  | Groupe Renault      | 490 852   | -8,1 %     | 24,54 %        | Renault et Dacia                                                      |
| 3  | Volkswagen AG       | 236 357   | +3,6 %     | 11,8 %         | Volkswagen, Audi, Seat, Skoda, Bentley Motors, Lamborghini et Bugatti |
| 4  | Groupe Ford         | 127 784   | +3,2 %     | 6,38 %         | Ford, Mazda, Volvo, Land Rover, Jaguar et Aston Martin                |
| 5  | General Motors      | 110 093   | -6,9 %     | 5,5 %          | Opel, Chevrolet, Saab, Cadillac, Corvette et Hummer                   |
| 6  | Groupe Toyota       | 99 039    | +11,3 %    | 4,95 %         | Toyota, Lexus et Daihatsu                                             |
| 7  | Daimler-Chrysler    | 78 530    | +3,5 %     | 3,92 %         | Mercedes, Smart, Chrysler, Jeep, Dodge et Maybach                     |
| 8  | Groupe Fiat         | 69 575    | +7,5 %     | 3,48 %         | Fiat, Alfa Romeo, Lancia, Ferrari et Maserati                         |
| 9  | Groupe BMW          | 50 291    | -5,3 %     | 2,51 %         | BMW, Mini et Rolls-Royce                                              |
| 10 | Groupe Hyundai      | 41 815    | -8 %       | 2,09 %         | Hyundai et Kia                                                        |
| 11 | Nissan              | 30 967    | -24,1 %    | 1,55 %         |                                                                       |
| 12 | Divers              | 53 485    | -12,3 %    | 2,7 %          |                                                                       |
|    | Marché              | 2 000 549 | -3,3 %     | 100 %          |                                                                       |

## Classement par marques
| Marques           | Ventes    | Comp. 2005 | Part de marché |
| ----------------- | --------- | ---------- | -------------- |
| 1. Renault        | 472 110   | -10 %      | 23,6 %         |
| 2. Peugeot        | 353 811   | -1,5 %     | 17,69 %        |
| 3. Citroën        | 257 950   | -4,9 %     | 12,89 %        |
| 4. Volkswagen     | 140 737   | +3,5 %     | 7,03 %         |
| 5. Opel           | 99 256    | -6,8 %     | 4,96 %         |
| 6. Ford           | 96 115    | -7,2 %     | 4,8 %          |
| 7. Toyota         | 94 784    | +9,6 %     | 4,74 %         |
| 8. Mercedes       | 58 698    | +7,5 %     | 2,93 %         |
| 9. Fiat           | 50 392    | +9,2 %     | 2,52 %         |
| 10. Audi          | 44 193    | -0,3 %     | 2,21 %         |
| 11. BMW           | 40 682    | +0,5 %     | 2,03 %         |
| 12. Seat          | 35 005    | +6,9 %     | 1,75 %         |
| 13. Nissan        | 30 967    | -24,1 %    | 1,55 %         |
| 14. Hyundai       | 26 799    | -2,2 %     | 1,34 %         |
| 15. Suzuki        | 25 523    | +20,9 %    | 1,28 %         |
| 16. Dacia         | 18 742    | +92,1 %    | 0,94 %         |
| 17. Skoda         | 16 296    | +8,3 %     | 0,81 %         |
| 18. Kia           | 15 016    | -16,9 %    | 0,75 %         |
| 19. Alfa Romeo    | 14 900    | +7,6 %     | 0,74 %         |
| 20. Mazda         | 13 859    | +21,2 %    | 0,69 %         |
| 21. Honda         | 11 715    | +31,9 %    | 0,59 %         |
| 22. Volvo         | 10 591    | -4,5 %     | 0,53 %         |
| 23. Smart         | 10 078    | -20,3 %    | 0,5 %          |
| 24. Mini          | 9 608     | -23,8 %    | 0,48 %         |
| 25. Chevrolet     | 7 520     | -14,2 %    | 0,38 %         |
| 26. Land Rover    | 5 298     | -23,6 %    | 0,26 %         |
| 27. Chrysler      | 4 872     | -3,7 %     | 0,24 %         |
| 28. SsangYong     | 4 506     | +13,5 %    | 0,23 %         |
| 29. Lancia        | 4 009     | -9,2 %     | 0,2 %          |
| 30. Jeep          | 3 556     | +1 %       | 0,18 %         |
| 31. Mitsubishi    | 3 112     | -53,9 %    | 0,16 %         |
| 32. Saab          | 3 037     | +12,4 %    | 0,15 %         |
| 33. Lexus         | 2 356     | +151,7 %   | 0,12 %         |
| 34. Porsche       | 2 284     | -3,8 %     | 0,11 %         |
| 35. Daihatsu      | 1 899     | +23,5 %    | 0,09 %         |
| 36. Jaguar        | 1 773     | -16,1 %    | 0,09 %         |
| 37. Subaru        | 1 508     | +3,1 %     | 0,08 %         |
| 38. Dodge         | 1 323     | Nouveauté  | 0,07 %         |
| 39. Lada          | 1 042     | -37,6 %    | 0,05 %         |
| 40. Rover         | 239       | -87,9 %    | 0,01 %         |
| 41. Ferrari       | 197       | -10,9 %    | 0,01 %         |
| 42. Maserati      | 177       | +2,3 %     | 0,01 %         |
| 43. Cadillac      | 159       | -11,2 %    | 0,01 %         |
| 44. Aston Martin  | 148       | +64,4 %    | 0,01 %         |
| 45. Lotus         | 135       | +25 %      | 0,01 %         |
| 46. Santana       | 101       | Nouveauté  | 0,01 %         |
| 47. Corvette      | 100       | -7,4 %     | -              |
| 48. Bentley       | 93        | +9,4 %     | -              |
| 49. MG            | 88        | -89,5 %    | -              |
| 50. Morgan        | 75        | +75 %      | -              |
| 51. PGO           | 48        | -11,1 %    | -              |
| 52. Lamborghini   | 32        | +77,8 %    | -              |
| 53. Hummer        | 21        | +31,3 %    | -              |
| 54. Caterham      | 6         | -95,5 %    | -              |
| 55. Maybach       | 3         | +200 %     | -              |
| 56. Carbodies     | 2         | Nouveauté  | -              |
| 56ex. Infiniti    | 2         | Nouveauté  | -              |
| 58. Bugatti       | 1         | Nouveauté  | -              |
| 58ex. Rolls-Royce | 1         | -66,7 %    | -              |
| 58ex. TVR         | 1         | Nouveauté  | -              |
| Marché            | 2 000 549 | -3,3 %     | 100 %          |

## Classement des 200 premières voitures vendues
| Modèles                           | Ventes  | Comp. 2005 | Part de marché |
| --------------------------------- | ------- | ---------- | -------------- |
| 1. Renault Clio                   | 169 376 | +27,4 %    | 8,47 %         |
| 2. Peugeot 307                    | 97 297  | -14,3 %    | 4,86 %         |
| 3. Renault Scenic                 | 96 041  | -15,4 %    | 4,8 %          |
| 4. Peugeot 207                    | 77 581  | Nouveauté  | 3,88 %         |
| 5. Citroën C3                     | 70 246  | -11,4 %    | 3,51 %         |
| 6. Peugeot 206                    | 65 199  | -45,6 %    | 3,26 %         |
| 7. Renault Megane                 | 64 624  | -13,7 %    | 3,23 %         |
| 8. Peugeot 407                    | 54 646  | -19,8 %    | 2,73 %         |
| 9. Citroën C4                     | 54 277  | -14,9 %    | 2,71 %         |
| 10. Renault Twingo                | 38 133  | -16,4 %    | 1,91 %         |
| 11. Citroën Xsara Picasso         | 35 310  | -10,9 %    | 1,77 %         |
| 12. Volkswagen Polo               | 31 192  | +5,2 %     | 1,56 %         |
| 13. Renault Laguna                | 29 380  | -26,8 %    | 1,47 %         |
| 14. Ford Fiesta                   | 29 294  | -2,1 %     | 1,46 %         |
| 15. Renault Modus                 | 27 855  | -55 %      | 1,39 %         |
| 16. Toyota Yaris                  | 27 741  | +11,2 %    | 1,39 %         |
| 17. Volkswagen Golf               | 26 912  | -12,6 %    | 1,35 %         |
| 18. Opel Zafira                   | 26 255  | +8,6 %     | 1,31 %         |
| 19. Volkswagen Passat             | 24 184  | +18,2 %    | 1,21 %         |
| 20. Volkswagen Touran             | 24 159  | +1,7 %     | 1,21 %         |
| 21. Opel Corsa                    | 23 775  | +15,5 %    | 1,19 %         |
| 22. Citroën C1                    | 23 474  | +302,6 %   | 1,17 %         |
| 23. Ford C-Max                    | 22 595  | -9,2 %     | 1,13 %         |
| 24. Peugeot 107                   | 22 127  | +173,4 %   | 1,11 %         |
| 25. Citroën C2                    | 22 059  | -19,9 %    | 1,1 %          |
| 26. Opel Astra                    | 21 606  | -22 %      | 1,08 %         |
| 27. Renault Kangoo                | 21 426  | -11,4 %    | 1,07 %         |
| 28. Citroën C5                    | 21 174  | -17 %      | 1,06 %         |
| 29. Fiat Grande Punto             | 20 037  | +587,1 %   | 1 %            |
| 30. Opel Meriva                   | 18 782  | -10 %      | 0,94 %         |
| 31. Dacia Logan                   | 18 742  | +92,1 %    | 0,94 %         |
| 32. Ford Focus                    | 18 051  | -25 %      | 0,9 %          |
| 33. Audi A3                       | 17 664  | -0,2 %     | 0,88 %         |
| 34. Seat Ibiza                    | 16 993  | +10 %      | 0,85 %         |
| 35. Citroën Berlingo              | 16 395  | -8,3 %     | 0,82 %         |
| 36. BMW Série 3                   | 15 777  | +31,3 %    | 0,79 %         |
| 37. Toyota Corolla Verso          | 15 301  | +11,5 %    | 0,76 %         |
| 38. Audi A4                       | 15 256  | -15,2 %    | 0,76 %         |
| 39. Renault Espace                | 15 164  | -20,7 %    | 0,76 %         |
| 40. Peugeot 1007                  | 13 686  | -23,3 %    | 0,68 %         |
| 40ex. Toyota Rav4                 | 13 686  | +7,7 %     | 0,68 %         |
| 42. Peugeot Partner               | 12 870  | -7,9 %     | 0,64 %         |
| 43. Mercedes Classe B             | 12 766  | +118,4 %   | 0,64 %         |
| 44. Mercedes Classe A             | 12 722  | -24,6 %    | 0,64 %         |
| 45. Toyota Aygo                   | 12 381  | +268,9 %   | 0,62 %         |
| 46. Fiat Panda II                 | 12 357  | -20,4 %    | 0,62 %         |
| 47. Nissan Micra                  | 11 351  | -36,6 %    | 0,57 %         |
| 48. Mercedes Classe C             | 11 003  | -16,8 %    | 0,55 %         |
| 49. Ford Fusion                   | 10 267  | +7 %       | 0,51 %         |
| 50. Volkswagen Golf Plus          | 10 140  | -8 %       | 0,51 %         |
| 51. BMW Série 1                   | 9 841   | +3,4 %     | 0,49 %         |
| 52. Volkswagen Fox                | 9 627   | +36,3 %    | 0,48 %         |
| 53. Mini                          | 9 608   | -23,8 %    | 0,48 %         |
| 54. Seat Leon                     | 9 438   | +50,1 %    | 0,47 %         |
| 55. Suzuki Swift                  | 9 082   | +87,5 %    | 0,45 %         |
| 56. Hyundai Tucson                | 9 071   | +35,6 %    | 0,45 %         |
| 57. Toyota Corolla                | 8 080   | -14,9 %    | 0,4 %          |
| 58. Nissan Note                   | 7 698   | Nouveauté  | 0,38 %         |
| 59. Skoda Octavia II              | 7 392   | +0,4 %     | 0,37 %         |
| 60. Peugeot 807                   | 7 377   | -16,2 %    | 0,37 %         |
| 61. Mercedes ML                   | 7 159   | +96,8 %    | 0,36 %         |
| 62. Suzuki Grand Vitara 2         | 7 121   | +473,3 %   | 0,36 %         |
| 63. Toyota Avensis                | 6 875   | -16,4 %    | 0,34 %         |
| 64. Skoda Fabia                   | 6 357   | +13,6 %    | 0,32 %         |
| 65. Smart Fortwo                  | 6 188   | -9,9 %     | 0,31 %         |
| 66. Audi A6                       | 6 001   | -9,2 %     | 0,3 %          |
| 67. Alfa Romeo 147                | 5 930   | -24,1 %    | 0,3 %          |
| 68. Citroën C4 Picasso            | 5 908   | Nouveauté  | 0,3 %          |
| 69. Renault Trafic                | 5 826   | +0,3 %     | 0,29 %         |
| 70. Seat Altea                    | 5 801   | -21,5 %    | 0,29 %         |
| 71. Citroën C8                    | 5 774   | -19,7 %    | 0,29 %         |
| 72. Mercedes Classe E             | 5 701   | -18,2 %    | 0,28 %         |
| 73. Hyundai Getz                  | 5 630   | -11,4 %    | 0,28 %         |
| 74. Hyundai Santa Fe              | 5 615   | +20,8 %    | 0,28 %         |
| 75. BMW Série 5                   | 5 435   | -13,3 %    | 0,27 %         |
| 76. BMW X3                        | 5 345   | -20,2 %    | 0,27 %         |
| 77. Nissan X-Trail                | 5 325   | -41,5 %    | 0,27 %         |
| 78. Ford Mondeo                   | 5 322   | -34,6 %    | 0,27 %         |
| 79. Kia Picanto                   | 5 312   | -16,9 %    | 0,27 %         |
| 80. Alfa Romeo 159                | 5 310   | +724,5 %   | 0,27 %         |
| 81. Toyota Land Cruiser           | 5 161   | -34,3 %    | 0,26 %         |
| 82. Toyota Prius                  | 4 955   | +91,3 %    | 0,25 %         |
| 83. Peugeot 607                   | 4 940   | -48,4 %    | 0,25 %         |
| 84. Suzuki Jimny                  | 4 822   | +21 %      | 0,24 %         |
| 85. Honda Civic                   | 4 628   | +260,4 %   | 0,23 %         |
| 86. Ford S-Max                    | 4 569   | Nouveauté  | 0,23 %         |
| 87. Fiat Punto III                | 4 264   | -62,9 %    | 0,21 %         |
| 88. Opel Vectra                   | 3 910   | -36,8 %    | 0,2 %          |
| 89. Mazda 3                       | 3 806   | -15,1 %    | 0,19 %         |
| 90. Mazda 5                       | 3 669   | +427,2 %   | 0,18 %         |
| 91. Renault Vel Satis             | 3 533   | -34,7 %    | 0,18 %         |
| 92. Smart Forfour                 | 3 510   | -30,9 %    | 0,18 %         |
| 93. Fiat Doblo                    | 3 504   | +47 %      | 0,18 %         |
| 94. Nissan Pathfinder             | 3 260   | -4,7 %     | 0,16 %         |
| 95. Ford Ka                       | 3 138   | -7,3 %     | 0,16 %         |
| 96. Audi Q7                       | 3 075   | Nouveauté  | 0,15 %         |
| 97. Mazda 6                       | 3 074   | +43,4 %    | 0,15 %         |
| 98. BMW X5                        | 2 986   | -33,4 %    | 0,15 %         |
| 99. Volvo V50                     | 2 821   | +0,1 %     | 0,14 %         |
| 100. Chevrolet Kalos              | 2 807   | -27,9 %    | 0,14 %         |
| 101. Volkswagen Touareg           | 2 802   | -30,4 %    | 0,14 %         |
| 102. Saab 9-3                     | 2 602   | +13,9 %    | 0,13 %         |
| 103. Kia Sorento                  | 2 540   | -30,7 %    | 0,13 %         |
| 104. Hyundai Matrix               | 2 504   | -30,3 %    | 0,13 %         |
| 105. Chevrolet Matiz              | 2 473   | +16,7 %    | 0,12 %         |
| 106. Volkswagen Jetta             | 2 418   | +195,2 %   | 0,12 %         |
| 107. Volvo XC90                   | 2 331   | -16,1 %    | 0,12 %         |
| 108. Kia Rio                      | 2 294   | +123,8 %   | 0,11 %         |
| 109. Fiat Stilo                   | 2 289   | -43,3 %    | 0,11 %         |
| 110. Volkswagen Eos               | 2 229   | Nouveauté  | 0,11 %         |
| 111. Mercedes CLK                 | 2 181   | -20,7 %    | 0,11 %         |
| 112. Volkswagen New Beetle        | 2 160   | +8,8 %     | 0,11 %         |
| 113. Citroën C6                   | 2 157   | Nouveauté  | 0,11 %         |
| 114. Honda CR-V                   | 2 150   | -21,7 %    | 0,11 %         |
| 115. Honda Jazz                   | 2 148   | -19,8 %    | 0,11 %         |
| 116. Mazda 2                      | 2 124   | -21,7 %    | 0,11 %         |
| 117. Lancia Ypsilon               | 2 039   | -1,1 %     | 0,1 %          |
| 118. Alfa Romeo GT                | 2 021   | -11,6 %    | 0,1 %          |
| 119. Honda FR-V                   | 1 987   | +86,2 %    | 0,1 %          |
| 120. Volkswagen Caddy             | 1 953   | -10,5 %    | 0,1 %          |
| 121. Land Rover Freelander        | 1 938   | -33,6 %    | 0,1 %          |
| 122. Mercedes CLS                 | 1 921   | +26,6 %    | 0,1 %          |
| 123. Volkswagen Transporter       | 1 867   | -2,4 %     | 0,09 %         |
| 124. SsangYong Rexton             | 1 829   | -37,6 %    | 0,09 %         |
| 125. Chrysler PT Cruiser          | 1 806   | -25,9 %    | 0,09 %         |
| 126. Kia Sportage                 | 1 685   | -38,2 %    | 0,08 %         |
| 127. Volvo V70                    | 1 658   | -10 %      | 0,08 %         |
| 128. Suzuki SX-4                  | 1 646   | Nouveauté  | 0,08 %         |
| 129. Fiat Idea                    | 1 631   | -57,6 %    | 0,08 %         |
| 130. Fiat Multipla                | 1 607   | -43,4 %    | 0,08 %         |
| 131. Chrysler Voyager             | 1 603   | -15 %      | 0,08 %         |
| 132. Lancia Musa                  | 1 574   | -15,2 %    | 0,08 %         |
| 133. Opel Tigra TwinTop           | 1 560   | -42,4 %    | 0,08 %         |
| 134. Jeep Cherokee                | 1 556   | -8,7 %     | 0,08 %         |
| 135. Seat Cordoba                 | 1 533   | +18,7 %    | 0,08 %         |
| 136. Hyundai Trajet               | 1 479   | -5,1 %     | 0,07 %         |
| 137. Ford Galaxy                  | 1 478   | -25,3 %    | 0,07 %         |
| 138. SsangYong Kyron              | 1 477   | Nouveauté  | 0,07 %         |
| 139. Fiat Sedici                  | 1 450   | Nouveauté  | 0,07 %         |
| 140. Land Rover Range Rover Sport | 1 421   | +16,5 %    | 0,07 %         |
| 141. Kia Carnival                 | 1 420   | -22,2 %    | 0,07 %         |
| 142. Suzuki Ignis                 | 1 401   | -51,2 %    | 0,07 %         |
| 143. Volvo S60                    | 1 368   | -19,2 %    | 0,07 %         |
| 144. Jeep Grand Cherokee          | 1 337   | -9 %       | 0,07 %         |
| 145. Fiat Croma                   | 1 336   | +22,2 %    | 0,07 %         |
| 146. Mercedes Classe S            | 1 317   | +101,4 %   | 0,07 %         |
| 147. Dodge Caliber                | 1 314   | Nouveauté  | 0,07 %         |
| 148. Opel Agila                   | 1 304   | -25,8 %    | 0,07 %         |
| 149. Chrysler 300C                | 1 273   | +263,7 %   | 0,06 %         |
| 149ex. Mitsubishi Pajero          | 1 273   | -51,7 %    | 0,06 %         |
| 151. Lexus RX                     | 1 245   | +116,1 %   | 0,06 %         |
| 152. Mercedes SLK                 | 1 214   | -34,8 %    | 0,06 %         |
| 153. Mercedes Classe R            | 1 199   | +4895,8 %  | 0,06 %         |
| 154. Volvo S40                    | 1 188   | -22,6 %    | 0,06 %         |
| 155. Mitsubishi Colt              | 1 170   | -48,4 %    | 0,06 %         |
| 156. Skoda Roomster               | 1 137   | Nouveauté  | 0,06 %         |
| 157. Volkswagen Sharan            | 1 020   | -32,8 %    | 0,05 %         |
| 158. Alfa Romeo Brera             | 974     | Nouveauté  | 0,05 %         |
| 159. Lada Niva                    | 957     | -39,2 %    | 0,05 %         |
| 160. Audi TT                      | 956     | +36,8 %    | 0,05 %         |
| 161. Porsche 911                  | 917     | +28,4 %    | 0,05 %         |
| 162. Lexus IS                     | 888     | +462 %     | 0,04 %         |
| 163. Mazda MX-5                   | 881     | +246,9 %   | 0,04 %         |
| 164. Fiat Seicento                | 874     | +16,1 %    | 0,04 %         |
| 165. Nissan Primera               | 864     | -51 %      | 0,04 %         |
| 166. Land Rover Discovery         | 840     | -40,2 %    | 0,04 %         |
| 167. Opel Combo Tour              | 837     | -14,9 %    | 0,04 %         |
| 168. Kia Carens                   | 817     | -25,5 %    | 0,04 %         |
| 169. Daihatsu Terios              | 782     | +36 %      | 0,04 %         |
| 170. Skoda Octavia 1              | 779     | -45,1 %    | 0,04 %         |
| 171. SsangYong Rodius             | 750     | +149,2 %   | 0,04 %         |
| 172. Ford Tourneo Connect         | 749     | -18,7 %    | 0,04 %         |
| 172ex. Renault Master             | 749     | -18,9 %    | 0,04 %         |
| 174. Opel Vivaro                  | 747     | -15,5 %    | 0,04 %         |
| 175. Honda Accord                 | 741     | -28,5 %    | 0,04 %         |
| 176. Citroën Jumpy                | 712     | +11,6 %    | 0,04 %         |
| 177. Audi A6 Allroad              | 705     | +128,2 %   | 0,04 %         |
| 177ex. Subaru Impreza             | 705     | +20,3 %    | 0,04 %         |
| 179. Jaguar X-Type                | 672     | -37,1 %    | 0,03 %         |
| 180. Seat Alhambra                | 671     | -7,7 %     | 0,03 %         |
| 181. Land Rover Defender          | 669     | -21,4 %    | 0,03 %         |
| 182. Mercedes Viano               | 667     | +32,6 %    | 0,03 %         |
| 183. Chevrolet Nubira             | 656     | -18 %      | 0,03 %         |
| 184. Ford Transit                 | 644     | -11,4 %    | 0,03 %         |
| 185. Porsche Cayenne              | 637     | -47,3 %    | 0,03 %         |
| 185ex. Volvo S80                  | 637     | +52,4 %    | 0,03 %         |
| 187. Jaguar S-Type                | 634     | -20,9 %    | 0,03 %         |
| 188. Skoda Superb                 | 631     | -5,3 %     | 0,03 %         |
| 189. Peugeot Expert               | 622     | -1,6 %     | 0,03 %         |
| 190. Suzuki Wagon R+              | 606     | -47,2 %    | 0,03 %         |
| 191. Nissan Tino                  | 586     | -78,9 %    | 0,03 %         |
| 192. Hyundai Coupé                | 580     | -34,2 %    | 0,03 %         |
| 193. Nissan Murano                | 567     | -60,6 %    | 0,03 %         |
| 194. Seat Toledo                  | 565     | -61,9 %    | 0,03 %         |
| 195. Hyundai Terracan             | 516     | -49,5 %    | 0,03 %         |
| 196. Daihatsu Sirion              | 508     | -9,8 %     | 0,03 %         |
| 197. Audi A8                      | 502     | +10,8 %    | 0,03 %         |
| 198. Nissan Terrano               | 483     | -74,6 %    | 0,02 %         |
| 199. Fiat Ulysse                  | 481     | -27,9 %    | 0,02 %         |
| 200. Alfa Romeo 156               | 479     | -83,2 %    | 0,02 %         |